# Село Маншук Маметова
Маншук Маметова (каз. Маншүк Мәметова, до 2023 года — Маншук) — село в Целиноградском районе Акмолинской области Казахстана, образует административно-территориальное образование «село Маншук» со статусом сельского округа. Код КАТО — 116658100.

## География
Село расположено в юго-западной части района, на расстоянии примерно 37 километров (по прямой) к югу от административного центра района — села Акмол.
Абсолютная высота — 377 метров над уровнем моря.
Климат холодно-умеренный, с хорошей влажностью. Среднегодовая температура воздуха положительная и составляет около +4,4°C. Среднемесячная температура воздуха в июле достигает +20,8°C. Среднемесячная температура января составляет около −14,1°C. Среднегодовое количество осадков составляет около 385 мм. Основная часть осадков выпадает в период с мая по июль.
Ближайшие населённые пункты: село Жангызкудук — на юго-востоке, село Шалкар — на севере, село Кенбидаик — на западе.
Близ села проходит автодорога областного значения — КС-5 «Кабанбай батыра — Жангызкудук — Оразак».

## Население
В 1989 году население села составляло 1065 человек (из них казахи — 34 %, немцы — 23 %, русские — 21 %).

В 1999 году население села составляло 907 человек (436 мужчин и 471 женщина). По данным переписи 2009 года, в селе проживало 817 человек (404 мужчины и 413 женщин).
| Численность населения | Численность населения | Численность населения |
| 1989                  | 1999                  | 2009                  |
| --------------------- | --------------------- | --------------------- |
| 1065                  | ↘907                  | ↘817                  |